# Oxyopes providens
Oxyopes providens là một loài nhện trong họ Oxyopidae.
Loài này thuộc chi Oxyopes. Oxyopes providens được Tord Tamerlan Teodor Thorell miêu tả năm 1890.